# Antonín Holý
Antonín Holý (né le 1er septembre 1936 à Prague et mort le 16 juillet 2012 dans la même ville) est un chimiste tchèque qui a accompli des avancées importantes dans le développement des médicaments antirétroviraux dans la lutte contre le sida et l'hépatite B (Adefovir, Cidofovir, Ténofovir). Il est l’auteur de plus de 400 articles et le propriétaire de soixante brevets.

## Carrière scientifique
Antonín Holý a étudié la chimie organique de 1954 à 1959 au sein de la faculté des sciences de l'université Charles de Prague,,. À partir de 1960, il étudie au sein de l'Institut de chimie organique et de biochimie (ICOB) de l'Académie tchécoslovaque des sciences et a travaillé au sein de cette même institution, en tant que chercheur depuis 1963,. En 1987 Antonín Holý fut mis à la tête du département de chimie des acides nucléiques,. De 1994 à 2002, il préside l'ICOB,,,.
À partir de 1976, il collabore avec Erik De Clercq (en) de l'université catholique de Louvain au développement d'antirétroviraux,. La synthèse chimique était réalisée par Holý à l'Institut de chimie organique et de biochimie à Prague, et l'évaluation des activités biologiques, avec entre autres l’activité antivirale, était réalisée par De Clercq à l'institut Rega de l'université catholique de Louvain.
Erik De Clercq a développé en 1978 le DHPA, un produit de base qui leur a permis de développer les phosphonates, produits imitant des éléments essentiels dans la composition des virus. Ainsi cette collaboration aboutira à la création de médicaments traitant les maladies virales comme l'herpès, la variole, l’hépatite B ou le sida, dont le Cidofovir, le Ténofovir et l’Adefovir,.
Après la chute du régime communiste, en 1989, qui lui interdisait de superviser des étudiants, Antonín Holý devient professeur dans les universités tchèques et continue de mener ses recherches, à l’Institut de chimie organique et de biochimie, où lui et ses quatre équipes scientifiques se consacrent, notamment au développement de médicaments contre des maladies virales, les leucémies, l’hépatite C et le cancer. En 1980 est enregistré un gel avec pour nom commercial Duvira gel, contenant de la dihydroxypropyladénine, il traite l'infection de l'herpès, il s'agit du premier médicament antiviral élaboré par l’équipe d’Antonín Holý en collaboration avec la compagnie SPOFA (cs).
Plusieurs phosphonates de nucléosides acycliques furent brevetés par Holý et De Clercq, ils cherchèrent ensuite une société pharmaceutique pour les produire en tant qu'antiviraux. La compagnie Bristol-Meyers eut les droits mais à la suite de sa fusion avec la corporation Squibb en 1989, les droits accordés pour le développement furent perdus et revinrent à l'ICOB. John Charles Martin (en) quitta Bristol-Meyers Squibb pour passer de nouveaux accords, concluent en 1991 et 1992. Martin collecta des fonds et déplaça son équipe de quatorze chercheurs chez Gilead Sciences pour poursuivre le développement des antiviraux.
En 1996, le Cidofovir, dont le nom de spécialité est Vistide, est approuvé pour la distribution aux États-Unis et dans l’Union européenne ; en 2001, vient le tour du Ténofovir qui permet de traiter le sida, commercialisé sous le nom de Viread ; Le Hepsera, actif dans le traitement de l'hépatite B chronique active, est commercialisé à partir de 2003 ; L’emtricitabine/ténofovir, qui a pour nom commercial français Truvada, est approuvé en 2006 aux États-Unis,.
Toujours en 2006, la société américaine de biopharmacie, Gilead Sciences et l’ICOB de l’Académie tchèque des sciences ont commencés un partenariat, distinct des accords de 1991 et 1992, dans lequel Gilead Sciences promet une donation de 1,1 million de dollars sur cinq ans pour financer l’ICOB,,.
Antonín Holý prend sa retraite en 2011, mais il continuera de travailler en tant que scientifique émérite,.

## Distinctions
- 1986 : Prix d’État pour la chimie (Acyklická analoga nukleotidů a nukleotidů)[17]
- 1998 : Médaille Hanuš de la Société tchèque de chimie[17]
- 1999 : Docteur honoris causa de l’université Palacký d’Olomouc[17]
- 2001 : prix Descartes de l’Union européenne[17],[18]
- 2002 : Médaille du Mérite de la République tchèque (Za zásluhy) I. degré[17],[2]
- 2003 : membre honoraire de l’Institut Rega de l’université catholique de Louvain
- 2004 : Prix Praemium Bohemiae ; Médaille de l’Académie tchèque des sciences : De scientia et humanitate optime meritis
- 2005 : Docteur honoris causa de l'université de Gand ; Médaille du Mérite de la Faculté des sciences de l’université Charles de Prague
- 2006 : membre de l’Académie européenne des sciences et des arts
- 2007 : Prix d’État de la « tête tchèque » (Česká hlava)[19]
- 2008 : professeur émérite de l’université de Manchester[4]
- 2009 : Docteur honoris causa de l'université de Bohême du Sud

## Vie privée
Antonín Holý est né d’un père ouvrier, et d’une mère au foyer, il s’intéresse très jeune à la chimie après avoir découvert à huit ans avec un ami un livre illustré de biologie et de chimie. Antonín dû cependant résister face aux exhortations de la part de ses professeurs de devenir un mineur de charbon.
Il se marie en 1959 avec Ludmila, une spécialiste en chimie alimentaire, tous deux auront deux filles.
D’après Václav Pačes (cs), président de l’Académie des sciences de la République tchèque de 2005 à 2009, l’Académie était une institution qui fut, sous le communisme, moins restreinte que les universités, l’absence d’étudiants à superviser permit aux scientifiques d’avoir accès à un large panel de littérature, ainsi que la possibilité de voyager, ce qui facilita les contacts avec la communauté scientifique internationale. Dans ce contexte Antonin Holý put donc rencontrer Erik De Clercq (en) à Göttingen, il parlait par ailleurs, en plus du tchèque, l'anglais, l'allemand et le russe.
Du vivant des trois amis, Erik De Clercq eut l'idée, en référence à la collaboration étroite entre lui, Holý et John Martin (en) le CEO de Gilead Sciences, d’appeler leur trio the Holý Trinity.
Selon l’institut tchèque de chimie organique et de biochimie, son décès avait été précédé d’un combat contre une maladie à long terme. Le mardi 24 juillet 2012 les obsèques d’Antonín Holý se sont déroulées dans la grande salle du crématorium de Prague-Strašnice, environ 300 personnes y ont assisté parmi elles, le premier ministre Petr Nečas, ainsi que le président de l'Académie des Sciences Jiří Drahoš.

## Hommages
Le nom d’Antonín Holý fut donné à un pavillon de l'Institut de chimie organique et de biochimie de l'Académie tchèque des sciences, ouvert le 10 juillet 2014, et dont la construction, à hauteur de deux milliards de couronnes tchèques, fut financée par l’argent des brevets de la collaboration avec Gilead Sciences. L’un des objectifs lors de sa conception était de protéger les employés des matières dangereuses auxquelles ils sont exposés dans les laboratoires,.

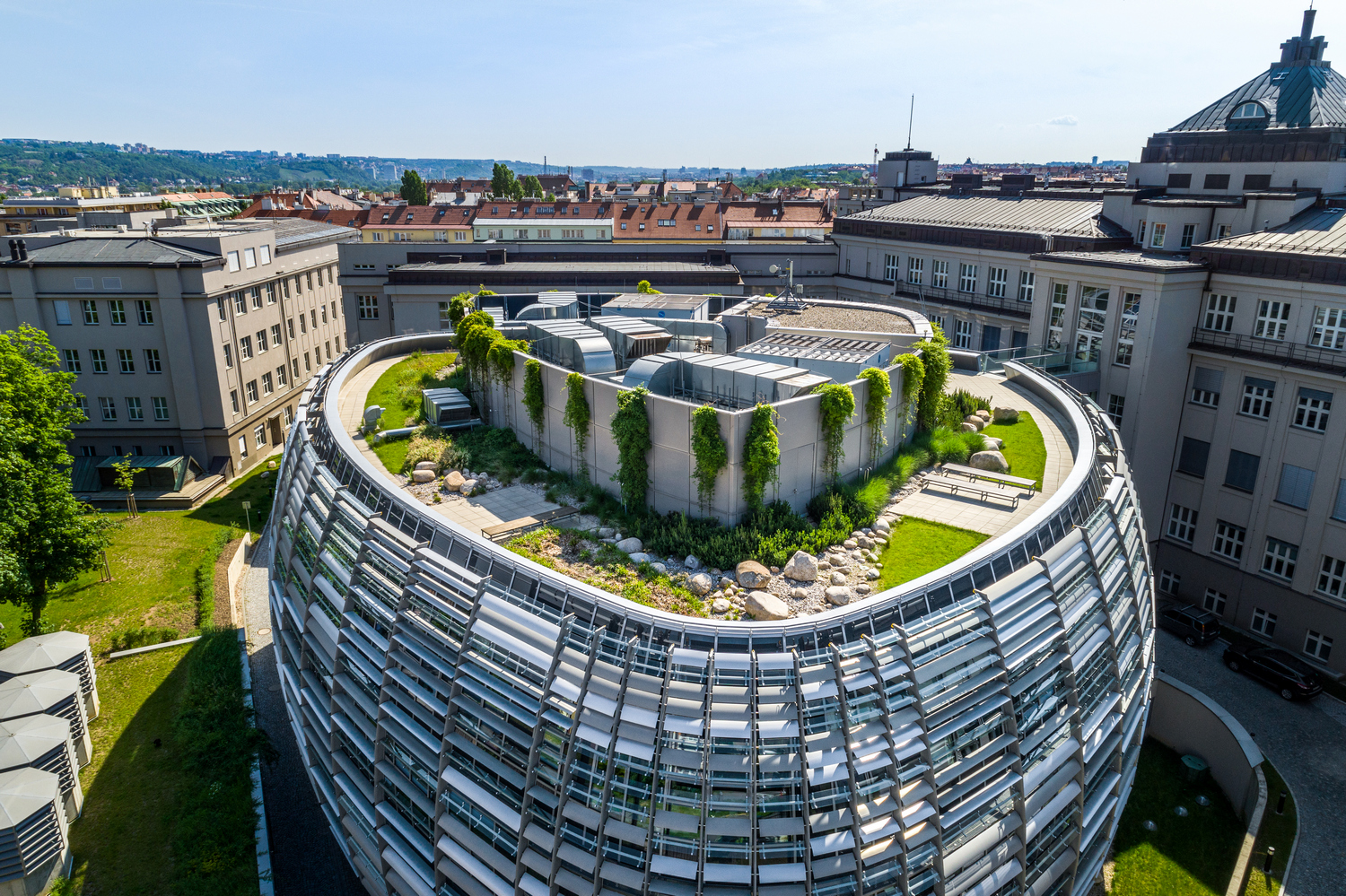
Pavillon Antonín Holý, surnommé en raison de sa forme Květák, Chou-fleur en français

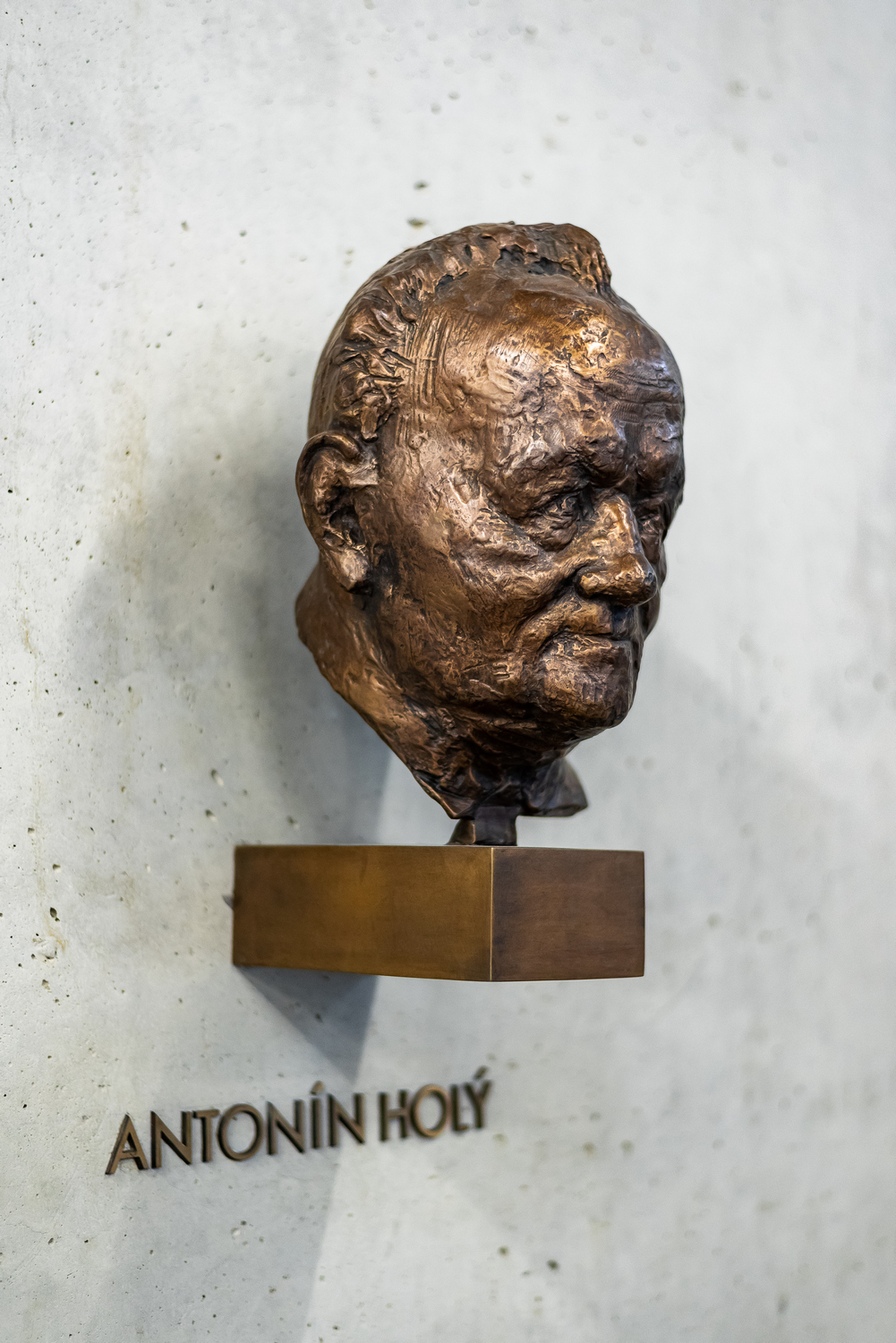
Buste d'Antonín Holý à l'IOCB

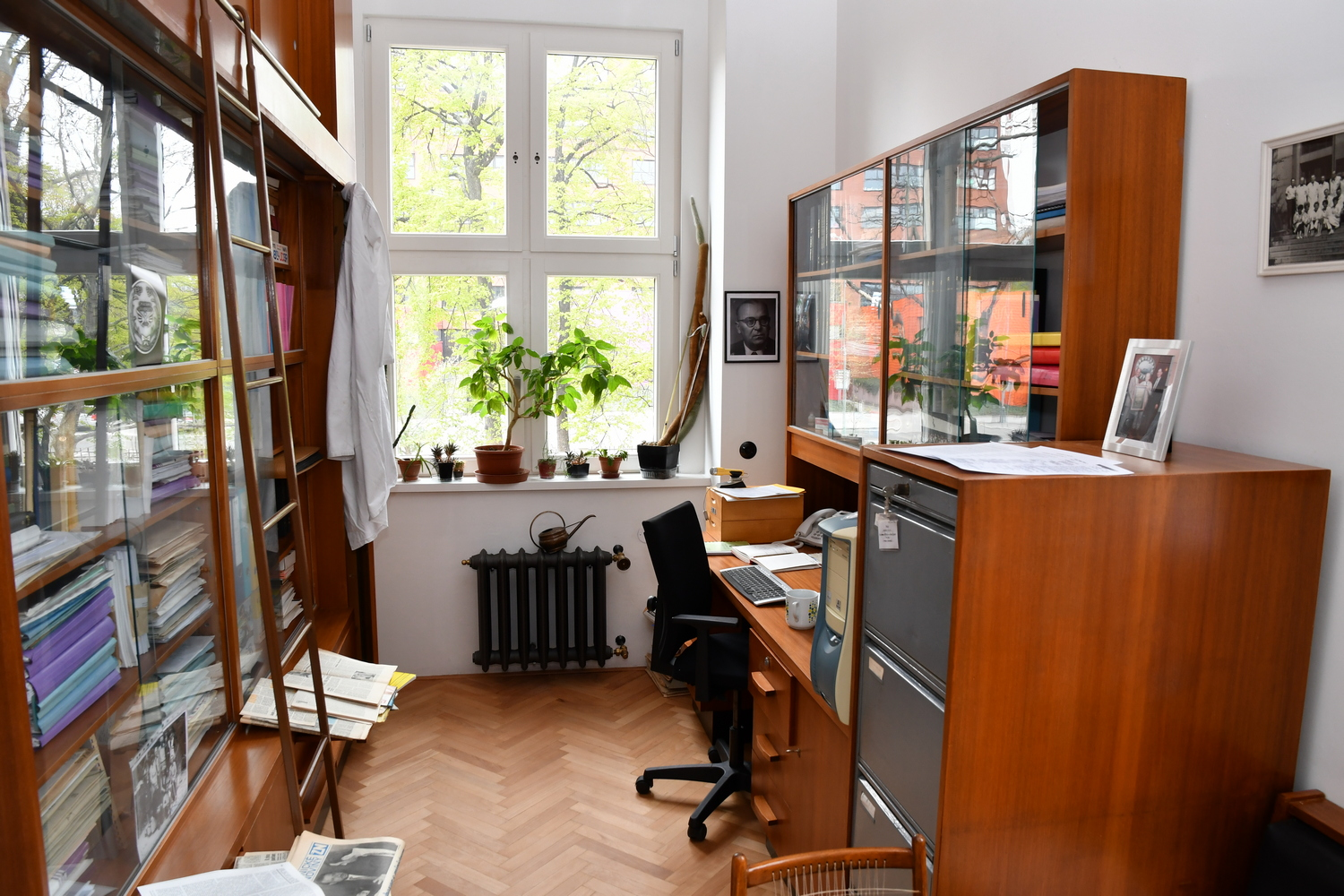
bureau d'Antonín Holý à l'IOCB

Une récompense parrainée par Gilead Sciences, nommée the Antonín Holý Memorial Award, est décernée annuellement depuis 2014 à des scientifiques reconnus à l'international pour leur contribution dans la recherche sur les antivirus ou dans le développement de médicaments antiviraux,. 
Depuis 2015 à l’Institut tchèque de chimie organique et de biochimie, parmi les conférences annuelles où sont invités des chimistes renommés, se trouve la conférence Tony Holý, dédiée à la mémoire du chimiste.
Son bureau, préservé à l'Institut de chimie organique et de biochimie, fut ouvert au public la journée du 17 juillet 2017.

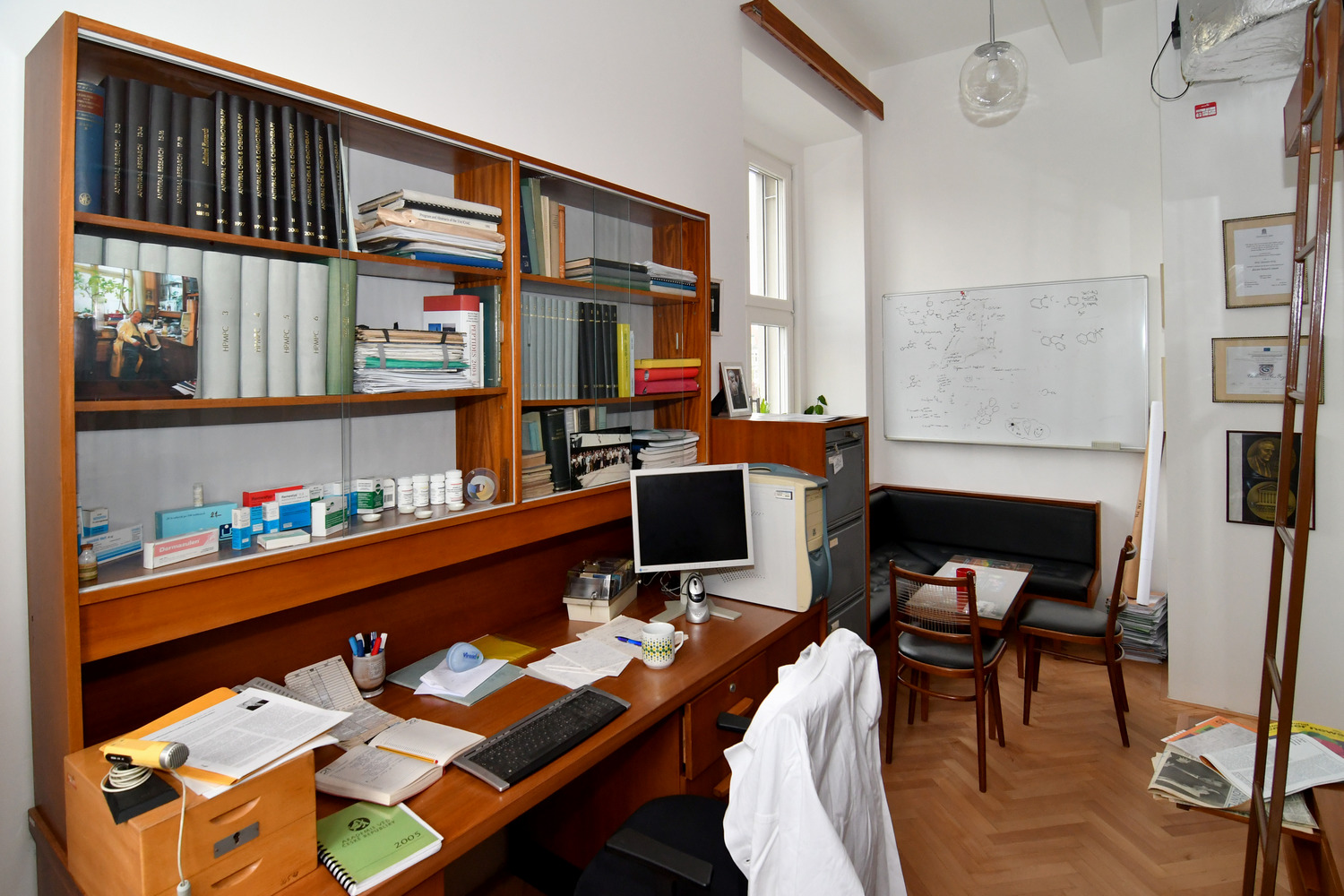
bureau d'Antonín Holý à l'IOCB

En 2017 sort l’édition en anglais du livre Cold War Triangle de Renilde Loeckx, sur la collaboration entre Antonín Holý, Erik de Clercq et John Martin dans le contexte de la guerre froide, une édition en tchèque suivra en 2019.